# Podolje
Podolje – wieś w Chorwacji, w żupanii osijecko-barańskiej, w gminie Draž. W 2011 roku liczyła 140 mieszkańców.